# Womanizer
«Womanizer» (в переводе с англ. — «бабник») — первый сингл с шестого студийного альбома Circus американской певицы Бритни Спирс. Продюсером сингла выступила продюсерская команда The Outsyders. Официальная премьера песни состоялась 26 сентября 2008 года на волнах американских радиостанций. Сингл вышел в iTunes 7 октября 2008 года. Спирс охарактеризовала композицию как «женский гимн». Текст песни повествует о мужчине, который является бабником, при этом девушка знает о его намерениях. «Womanizer» получила множество положительных отзывов от критиков, которые хвалили хук, мелодию и вдохновляющую лирику. Критики также отметили, что это одна из лучших композиций на альбоме Circus и является возвращением Спирс в поп-музыку.
В России песня достигла 4 позиции в радио чартах, став самой успешной композицией певицы за всё время. На YouTube количество просмотров клипа перевалило за 190 миллионов (по состоянию на январь 2018 года).
«Womanizer» дебютировал на 96 месте чарта Billboard Hot 100, однако уже 15 октября поднялся до первого места, став вторым (после …Baby One More Time) синглом Спирс, достигшем вершины американского чарта. В первую неделю после релиза сингл был скачан 286 тысяч раз, что стало рекордом в истории музыки среди исполнительниц. Он стартовал с 3-го места в Сотне лучших хитов ND, но уже на следующий день поднялся на первую строчку всех чартов ND Top’s, что сделало Womanizer единственным хитом, которому удалось добраться за один день сразу на вершины всех 9 чартов ND. Хит продержался на первом месте в мировом ND 6 недель и стал лушим хитом в 2008 году по версии ND All. Сингл стал платиновым в Ирландии, в Австралии, в Дании. Золотым в Бельгии (Валлонии), в Бельгии (Фландрии), Новой Зеландии. Мультиплатиновым в США с проданными 2 миллионами копий.
В 2010 году песня получила номинацию на «Грэмми» в категории «Лучшая танцевальная запись», но проиграла Леди Гаге с песней «Poker Face»
«Womanizer», «…Baby One More Time», «3» и «Hold It Against Me» являются самыми успешными синглами Бритни Спирс по состоянию на 2012 год.

## Выпуск
Текст песни Womanizer был опубликован на официальном веб-сайте днём ранее. За неделю до официального выпуска, 19 сентября 2008, радиостанция 107.5 The River опубликовала 40-секундный отрывок песни. Jive позже объявил, что данная версия трека является неокончательной.
Сингл был выпущен на радио 26 сентября 2008 года, поступил в продажу в музыкальных интернет-магазинах 7 октября, вышел на CD 25 октября (в Австралии), 14 ноября (в Германии), 24 ноября (в Великобритании).

## Видеоклип
Съемки видеоклипа проходили 24 и 25 сентября 2008 года в Лос-Анджелесе, штат Калифорния. Режиссёром выступил Джозеф Кан, который ранее работал со Спирс над клипами к песням Stronger (2000) и Toxic (2004). Премьера клипа состоялась 10 октября на канале ABC, а также на официальном сайте певицы.
Сюжет клипа перекликается с клипом Toxic. Спирс играет четыре роли — блондинку, провожающую своего парня на работу (парня играет Брэндон Стоутон), секретаршу в его офисе, официантку в кафе и водителя его автомобиля. Парень главной героини флиртует со всеми девушками, показывая, что он бабник. В конце клипа Спирс-блондинка мстит ему.

### Отзывы критиков из Billboard
Журналом Billboard предоставлен обзор сингла «Womanizer»: Всем нравится хорошее возвращение, хотя иронично то, что Бритни Спирс на самом деле никуда не пропадала. Её прошлогодние неприятности только повысили интерес к альбому «Blackout», а также хиту из ТОП-5 «Gimme More». В этом году Спирс появляется реже на публике, и не вытворяет то, что делала последние пару лет.
Песня «Womanizer» из нового альбома «Circus» изображает Бритни фантастической и электронной. Продюсеры и авторы из команды Аутсайдеров ввели немного ясности в лирику, направленную к определённому человеку из её бывших, где она вычитывает «Ты говоришь, что я сумасшедшая… Я доведу тебя до безумства». Хотя повторяющаяся связка могла бы хорошо отразиться на длительности пребывания трека в хит-параде, здесь изменён вокал Спирс, который не похож на прошлогодние композиции, где больше уделили внимание на уловках продюсерства, чтобы прикрыть несосредоточенный продукт.
После трёхкратной победы на церемонии награждений VMA, где Спирс казалась благодарной и удивленной, может ли это быть то самое настоящее возвращение нашей Бритни?

### Реакция публики
На данный момент видео просмотрели более 202 000 000 раз (на май 2018) на YouTube . На канале «TRL Mexico» видео стартовало с позиции № 1, что является вторым случаем за всю историю канала. На американском канале «MTV» видео также занимает первое место с 3 миллионами просмотров.

## Кавер-версии
Один из популярных каверов был сделан группой «Franz Ferdinand» во время выступления на радио BBC. Существует также версия в джазовой аранжировке, записанная коллективом «Scott Bradlee & Postmodern Jukebox».
Певица Lily Allen так же записала акустическую версию песни.

## Участие в чартах
| Чарты (2008)                     | Лучший результат           |
| -------------------------------- | -------------------------- |
| Russia TopHit 100                | 1                          |
| Russia Love Radio Top40          | 1                          |
| Australian ARIA Singles Chart    | 7                          |
| Canadian Hot 100                 | 1                          |
| Italian Singles Chart            | 10                         |
| Japan Hot 100                    | 29                         |
| Finland Singles Top 20           | 6                          |
| Norway Singles Top 20            | 4                          |
| Billboard Turkey Top 20 Chart    | 1                          |
| U.S. Billboard Hot 100           | 1                          |
| U.S. Billboard Pop 100           | 2                          |
| U.S. Billboard Hot Digital Songs | 1                          |
| ND World Chart International     | 1 (13 октября — 28 ноября) |
| ND Songs 100                     | 1 (13 октября — 3 декабря) |
| Big Love Radio Russia 20         | 1 (27 октября — 7 декабря) |

В целом, Womanizer совершил рекордный прыжок, стартовав 14 октября с 96-й позиции Billboard и оказавшись через день на верхней строчке чарта.

### Позиции в конце года
| Чарт (2008)         | Позиция |
| ------------------- | ------- |
| Россия (Love Radio) | 10      |

| Чарт (2009)         | Позиция |
| ------------------- | ------- |
| Россия (Love Radio) | 15      |